# Zahiya al Nashashibi
Zahiya al Nashashibi, född 1904, död 1973, var en palestinsk feminist och aktivist.  
Hon studerade vid school of Notre Dame de Sion (Sisters of Zion French Catholic Girls’ School) i Jerusalem. 
Hon var medgrundare av Arab Women's Association of Palestine 1929, och dess ordförande 1946–1973. 
Medlemmarna kom som regel ur palestinska över- och medelklassfamiljer, hade västerländsk utbildning och bar inte slöja, utan menade i likhet med dåvarande modernistiska arabnationalister att kvinnor borde få samma rättigheter som män för att kunna bidra till en framtida självständig stats framgång. 